# Накадзима, Миюки
Миюки Накадзима (яп. 中島 みゆき Накадзима Миюки, род. 23 февраля 1952, Саппоро, Япония) — японская певица, поэтесса, композитор и радиоведущая. Выпустила 37 студийных альбомов, 40 синглов, 2 концертных альбома и несколько сборников совокупным тиражом более 21 миллиона копий.
В середине 1970-х годов Накадзима подписала контракт с Pony Canyon и начала свою карьеру в звукозаписывающей индустрии с дебютным синглом «Azami Jo no Lullaby» (яп. アザミ嬢のララバイ). Известность к ней пришла благодаря хиту «Wakareuta» (яп. わかれうた), выпущенному в 1977 году. Затем были четыре сингла, проданные по более чем миллиону копий каждый, в том числе «Chijō no Hoshi» (яп. 地上の星). Также хорошо известна экспериментальными театральными постановками «Yakai», ставившимися в конце каждого года с 1989 до 1998.
Миюки Накадзима также является автором более 90 музыкальных произведений для других исполнителей. На её песни создано множество кавер-версий певцами и коллективами из Восточной Азии, главным образом из Тайваня и Гонконга.

## Ранние годы
Миюки Накадзима родилась 23 февраля 1952 года в городе Саппоро, административном центре губернаторства Хоккайдо. Её дед Буити был местным политическим деятелем, а отец, Синъити, заведовал клиникой акушерства и гинекологии. Когда ей было пять лет, вместе с семьёй переехала в посёлок Иванай, где проживала в течение шести лет. Затем семья переехала в город Обихиро, где Миюки с отличием окончила среднюю школу, поступив потом в частный женский университет Фудзи в Саппоро.

## Дискография

### Альбомы
- Watashi no Koe ga Kikoemasuka (яп. 私の声が聞こえますか) (1976)
- Minna Itte Shimatta (яп. みんな去ってしまった) (1976)
- A Ri Ga To U (яп. あ・り・が・と・う) (1977)
- Aishiteiru to Ittekure (яп. 愛していると云ってくれ) (1978)
- Shin-ai Naru Mono e (яп. 親愛なる者へ) (1979)
- Okaerinasai (яп. おかえりなさい) (1979)
- Ikiteitemo Iidesuka (яп. 生きていてもいいですか) (1980)
- Month of Parturition (яп. 臨月 Ringetsu)" (1981)
- Kansuigyo (яп. 寒水魚) (1982)
- Hunch (яп. 予感 Yokan) (1983)
- How Do You Do (яп. はじめまして Hajimemashite) (1984)
- Change (яп. 御色なおし Oiro Naoshi) (1985)
- miss M. (1985)
- 36.5°C (1986)
- Miyuki Nakajima (яп. 中島みゆき Nakajima Miyuki) (1988)
- Goodbye Girl (яп. グッバイ ガール Gubbai Gāru) (1988)
- Kaikinetsu (яп. 回帰熱) (1989)
- Yoru wo Yuke (яп. 夜を往け) (1990)
- Utadeshika Ienai (яп. 歌でしか言えない) (1991)
- East Asia (1992)
- Jidai (яп. 時代～Time Goes Around Time Goes Around) (1993)
- Love or Nothing (1994)
- 10 Wings (1995)
- Paradise Cafe (яп. パラダイス・カフェ Paradaisu Kafe) (1996)
- Be Like My Child (яп. わたしの子供になりなさい Watashi no Kodomo ni Narinasai) (1998)
- Sun: Wings (яп. 日-WINGS Hi -Uingusu-) (1999)
- Moon: Wings　 (яп. 月-WINGS Tsuki -Uingusu-) (1999)
- Short Stories (яп. 短編集 Tanpenshū) (2000)
- Lullaby for the Soul (яп. 心守歌 Kokoromoriuta) (2001)
- Otogibanashi: Fairy Ring (яп. おとぎばなし -Fairy Ring- Otogibanashi -Fearī Ringu) (2002)
- Love Letter (яп. 恋文 Koibumi) (2003)
- Ima no Kimochi (яп. いまのきもち) (2004)
- Ten-Sei (яп. 転生 Tensei) (2005)
- Lullaby Singer (яп. ララバイSINGER Rarabai Shingā) (2006)
- I Love You, Do You Hear Me? (яп. I Love You, 答えてくれ Ai Ravu Yū, Kotaetekure) (2007)
- Drama! (2009)
- Midnight Zoo (яп. 真夜中の動物園 Mayonaka no Dōbutsuen) (2010)
- From the Icy Reaches (яп. 荒野より Kōya Yori) (2011)
- Night-Light (яп. 常夜灯 Jōyatō) (2012)
- Hard Problems (яп. 問題集 Mondaishū) (2014)
- Musical Suite (яп. 組曲 (Suite) Kumikyoku (Suīto) (2015)
- Soumon (яп. 相聞 Sōmon) (2017)